# サンタクロースは雪のなか
『サンタクロースは雪のなか』（サンタクロースはゆきのなか、原題：I am Half-Sick of Shadows）は、2011年に刊行されたアラン・ブラッドリーの推理小説。「少女探偵フレーヴィア シリーズ」の第4作目にあたる。

## あらすじ
イギリスの片田舎にあるバックショー荘に住む11歳の化学大好き少女フレーヴィア・ド・ルースは、父からバックショー荘が映画のロケ地になったと聞かされる。ド・ルース家の家計が苦しいため、家計の足しにするために映画会社に貸し出すことにしたのだ。一方、クリスマスが近づく中、サンタクロースなんて本当はいないという姉たちに、フレーヴィアはサンタクロースが実在することを証明するために捕獲作戦を立てていた。
やがて名女優フィリス・ワイヴァーンとスタッフたちがバックショー荘に到着する。そこで教会の大屋根修理の寄付を募りたいという司祭の希望を聞き入れたフィリスは、男優デズモンド・ダンカンを相手役として、教会のチャリティーとして特別に『ロミオとジュリエット』の一場面をバックショー荘の玄関広間で演ずることになった。しかし、フレーヴィアは、ワンマンなフィリスへの不満を漏らすスタッフの声を聞く。
そして当日、観客としてバックショー荘に大挙して押し寄せた村中の人々を前に、舞台は成功裏に終了するが、大雪のため村人たちが帰れなくなってしまった。そして、玄関広間で村人たちが雑魚寝している中、フレーヴィアはフィリスの居室で彼女の絞殺死体を発見する。

## 登場人物
フレーヴィア・ド・ルース
11歳の化学大好き少女。
ハヴィランド・ローレンス・ド・ルース
フレーヴィアの父。
ハリエット・ド・ルース
フレーヴィアの母。故人。
オフィーリア（フィーリー）・ド・ルース
フレーヴィアの上の姉。おしゃれ好きの17歳。
ダフネ（ダフィ）・ド・ルース
フレーヴィアの下の姉。読書好きの13歳。
マレット
ド・ルース家の家政婦。
アーサー・ウェルズリー・ドガー
ド・ルース家の庭師。
デンウィン・リチャードソン
司祭。
シンシア・リチャードソン
デンウィンの妻。
ネッド・クロッパー
「十三羽の雄ガモ亭」の下働き。
ディーター・シュランツ
元戦争捕虜。
カール・ペンドラッカ
アメリカ人。
フィリス・ワイヴァーン
女優。
デズモンド・ダンカン
男優。
ヴァル・ランプマン
映画監督
バン・キーツ
フィリスの衣装係。
アンソニー
フィリスのお抱え運転手。
パトリック・マクナルティ
輸送部スタッフ。
ベン・ラトショー
技術クルーのチーフ。
マリオン・トロッド
撮影クルーのスタッフ。
ギル・クローフォード
電気技師。
ダービー
医師。
ヒューイット
警部補。
グレイヴズ
刑事。
ウールマー
刑事。